# Pandemia de COVID-19 en Nuevo Hampshire
El primer caso de la pandemia de enfermedad por coronavirus en  Nuevo Hampshire, estado de los Estados Unidos, inició el 2 de marzo de 2020. Hay 3.652 casos confirmados, 1.269 recuperados y 172 fallecidos.

## Cronología

### Marzo
El primer caso reportado de la COVID-19 fue el 2 de marzo, de un empleado del Centro Médico Dartmouth-Hitchcock en Lebanon que había regresado recientemente de un viaje a Italia. Un segundo caso, un hombre que había tenido contacto cercano con el primer caso reportado, fue confirmado al día siguiente, 3 de marzo. El hombre con el primer caso había desafiado las órdenes de cuarentena y asistió a un evento privado organizado por la Escuela de Negocios Tuck de Dartmouth College en White River Junction, -Vermont, el 28 de febrero.
El 13 de marzo, con el séptimo caso reportado en el estado, el gobernador Chris Sununu declaró el estado de emergencia. Esto limitó a los visitantes a instalaciones de asistencia y cuidados a largo plazo, y suspendió los viajes fuera del estado para empleados estatales. El séptimo caso fue el primero por el cual se emitió un aviso al público sobre exposición potencial específicamente en el Departamento de Vehículos Motorizados de Mánchester del 2 al 5 de marzo. En los próximos días, se anunciaron más medidas para limitar la propagación del virus. incluyendo el cierre de las escuelas públicas K-12 el 15 de marzo, y el cierre de restaurantes y bares, excepto para llevar y entregar y un límite en las reuniones de más de cincuenta personas el 16 de marzo. Además de estas restricciones, los beneficios por desempleo se ampliaron a aquellos que se quedaron temporalmente sin trabajo debido a los cierres relacionados con COVID-19 o debido al confinamiento voluntario, los desalojos y las desconexiones de servicios públicos fueron prohibidos para ayudar a los afectados por la propagación del virus.
El 23 de marzo marcó la fecha de la primera muerte confirmada debido al virus en el estado, ya que el número de casos confirmados en el estado aumentó a más de cien. El 26 de marzo, Sununu anunció una orden para quedarse en casa que entrará en vigencia al día siguiente a la medianoche que requiere el cierre de todos los negocios en persona no esenciales. La segunda muerte por el virus, un hombre del condado de Hillsborough, fue confirmada el 27 de marzo.

### Mayo
El 1 de mayo, Sununu extendió la orden de quedarse en casa hasta el 31 de mayo, al tiempo que redujo las restricciones en algunas empresas a partir del 11 de mayo.
El 6 de mayo, Sununu anunció un nuevo portal de registro de pruebas COVID-19 en línea. Los residentes con síntomas de la enfermedad, afecciones de salud subyacentes, mayores de 60 años o trabajadores de la salud pueden usar el portal para solicitar pruebas sin derivación médica. Este portal complementa los medios existentes para solicitar pruebas, que son a través de proveedores de atención médica o llamando a la Oficina de Coordinación de COVID-19. Más de 2.200 residentes solicitaron pruebas dentro de las primeras 24 horas del lanzamiento del portal. Además, debido a la estabilización del brote de COVID-19 y la posterior transición a la contención, el Departamento de Salud y Servicios Humanos de New Hampshire (NH DHHS) recomendó el 7 de mayo que los proveedores de servicios de salud administren pruebas a todos los pacientes con al menos síntomas leves de COVID-19.